# Samoa National League 2002
Samoa National League 2002, còn có tên là Upolo First Division, là mùa giải thứ 14 trong lịch sử Samoa National League, giải đấu cao nhất của Liên đoàn Bóng đá Samoa. Strickland Brothers Lepea giành chức vô địch đầu tiên.

## Bảng xếp hạng
Dựa trên kết quả biết được từ các nguồn:
| Pos | Team                      | Pld | W | D | L | GF | GA | GD  | Pts |
| --- | ------------------------- | --- | - | - | - | -- | -- | --- | --- |
| 1   | Strickland Brothers Lepea | 9   | 8 | 1 | 0 | 37 | 7  | +30 | 17  |
| 2   | Goldstar Sogi             | 9   | 7 | 1 | 1 | 34 | 9  | +25 | 15  |
| 3   | Kiwi                      | 9   |   |   |   |    |    |     | 14  |
| 4   | Moata'a                   | 9   |   |   |   |    |    |     | 11  |
| 5   | Togafuafua                | 9   |   |   |   |    |    |     | 10  |
| 6   | Adidas Soccer Club        | 9   |   |   |   |    |    |     | 8   |
| 7   | OSM Sinamoga              | 9   |   |   |   |    |    |     | 7   |
| 8   | Maagao                    | 9   |   |   |   |    |    |     | 4   |
| 9   | Moamoa                    | 9   | 1 | 2 | 6 |    |    |     | 4   |
| 10  | Vaivase-tai               | 9   | 0 | 0 | 9 |    |    |     | 0   |

Source:

## Danh sách ghi bàn
| Vị thứ | Cầu thủ           | Đội bóng                  | Số bàn thắng |
| 1      | Desmond Fa'aiuaso | Strickland Brothers Lepea | 21           |
| 2      | Ben Timo          | Goldstar Sogi             | 17           |
| 3      | Junior Reid       | Kiwi                      | 13           |
| 4      | Opele Lui         | Moata'a                   | 11           |

Source: